# Deo Volente (Album)
Deo Volente (lateinisch für so Gott will) ist das zweite Soloalbum des deutschen Rappers D-Bo. Es erschien im Februar 2005 über Bushidos Musiklabel ersguterjunge. 2008 wurde es wiederveröffentlicht.
Die Produktion übernahm D-Bo selbst, bei einigen Titeln gemeinsam mit DJ Ilan.

## Gastbeiträge
Das Album enthält Gastbeiträge von Aisha, Saad und Bass Sultan Hengzt. Für Letzteren war dieser Gastbeitrag die letzte Veröffentlichung auf dem Label ersguterjunge.

## Stil und Rezeption
Die Texte des Albums, dessen Titel sich auf den christlichen Glauben D-Bos bezieht, sind eher melancholisch gehalten. Dass er seinen eigenen, düsteren, ehrlichen und von Selbstreflexion geprägten Stil konsequent vertritt wurde in einer Rezension auf hiphop.de positiv hervorgehoben. Auch rap.de lobt die Glaubwürdigkeit des Künstlers, merkt aber an, das Album hätte „etwas ausgefeilter ausfallen können“.
Musikalisch orientiert sich das Album an anderen Veröffentlichungen des Labels.

## Titelliste
1. Intro
2. Anders
3. Ich und du
4. Tanz (feat. Saad)
5. Jenseits
6. Dieses Lied (Skit)
7. Traurigkeit
8. Frei
9. O.P.F.eR (feat. Bass Sultan Hengzt)
10. Easy
11. Das geht raus
12. Der Krieger (Skit)
13. Wer bist du
14. Drei Minuten Wahrheit (feat. Aisha)
15. Tausend
16. Ganz allein (feat. Aisha)
17. Outro